# En Skipperløgn
En Skipperløgn er en dansk stumfilm fra 1913, der er instrueret af Eduard Schnedler-Sørensen efter manuskript af Christian Schrøder.

## Handling
Denne artikel mangler et handlingsreferat. Hjælp os med at skrive det.

## Medvirkende
- Christian Schrøder - En storlyvende skipper
- Oscar Stribolt - Skipper-kollega
- Frederik Buch - Skipper-kollega